# Dead Space: Downfall
 『Dead Space：Downfall』（デッドスペース：ダウンフォール）は、Film Romanとエレクトロニック・アーツが制作したアメリカのSFホラーアニメ映画。本作はコンピュータゲーム『Dead Space』の前日譚であり、USG石村（USG Ishimura）がマーカー（Marker）を回収後に起きたネクロモーフ侵攻の真っ只中の『Dead Space：Extraction』の出来事の最中が舞台である。2008年10月28日に本作のDVDとブルーレイが発売（日本未発売）され、2008年12月2日にSyfyチャンネルで放送された。

## プロット
「第2のマーカー」の可能性があると分かった地球外アーティファクトが惑星イージスVIIで発見された。ユニトロジーの教会はその影響力を行使して、この聖遺物を回収するために採掘船USG石村を派遣した。 
船が惑星へと近づいている間に、彼らは入植者の間で暴力的行動が起きたという無線報告を受け取った。マーカーはベンジャミン・マティウス船長（ジム・カミングス）の命令により船内へと持ち込まれた。警備責任者のアリッサ・ビンセント（ニカ・ファターマン）はコロニーの調査を求めるが、マティウスは何もおかしいところはないと考えていた。石村が採掘用に惑星の塊を抽出する間、船内の病室で拘束されている男、ハンス・レジオ（ジェフ・ベネット）は拘束に苦しみ、殺してほしいと懇願した。 
一方、イージスVIIの2人の鉱山労働者は音沙汰がなくなった前哨基地の確認に向かった。一人の男、グレン（フィル・モリス）は停電中に姿を消し、もう一人の男、コリン・バロー（ ブルース・ボックス・ライトナー）は妻のジェン（リア・サージェント）の自殺を目撃する。バローは彼女の遺体をシャトルに運び入れて施設から逃走するが、出発直前にシャトルに潜り込んだエイリアン（インフェクター）の存在に気づいていなかった。 
石村はコロニーとの通信リンクを再確立し、虐殺の証拠を受け取った。船長は、制限されたシステムへの侵入は軍法会議に直面するため、助けを求める通信を拒んだ。彼は惑星を隔離し、マーカーと共に地球に帰還するように命じた。バローのシャトルは、彼が変異した妻に殺されるとほぼ同時に石村の格納庫の中に激突する。ビンセントと彼女の警備部隊メンバーのラミレス（ハル・スパークス）、ハンセン（モリス）、ドッブス（ベネット）、ペンドルトン（ケビン・マイケル・リチャードソン）、およびシェン（ケリー・ヒュー）は、シャトルの人々を逮捕・隔離するために派遣されたが、シャトルには誰も乗っておらず血の海だけが残されていた。目を覚ましたレジオは、死体安置所の死体をネクロモーフへと変異させている地球外生物を目の当たりにし、逃げようとするもネクロモーフに殺される。遺体安置所へと続く血の跡を辿っていった警備部隊は、感染したレジオに襲われドッブスが死亡する。ユニトロジストの乗組員がマーカーを見せるよう要求し緊張が高まったが、彼らはユニトロジストのエンジニア、サミュエル・アイアンズ（リチャードソン）によってすぐに落ち着かせられ散っていった。 
船内に拡散したネクロモーフと戦いを繰り広げる警備部隊は、船内の食堂でペンドルトンがネクロモーフの集団に襲われて殺されるもアイアンが彼らを救い出し、そして部隊に加わった。テレンス・カイン博士（キース・サザラバカ）は、入植者が正気を失って殺し合い、（ネクロモーフの）侵入を引き起こしている原因はマーカーであり、ネクロモーフが地球上の人間を一人残らず一掃することを恐れて、地球に持ち帰ってはならないとマティウスに伝えたが、今や狂気に陥った船長は宗教的迫害と反抗だと主張した。ブリッジ内の緊張が高まり、カインは船長に鎮静剤を投与しようとして誤って殺害してしまい、ブリッジから逃走した。脱出ポッドは空の状態で射出され、通信システムは破壊された。 
ブリッジに向かう途中でハンセンは正気を失い、シェンを殺すもラミレスに殺される。ブリッジへと戻ったビンセント、アイアンズ、ラミレスは、船がほぼ完全に侵略されていることを知る。その後、彼らはカインがネクロモーフの拡散を阻止するために船を惑星へと衝突させ自沈させようと船のエンジンの破壊工作を行っているのを発見した。 
カインを追っている途中に部隊はネクロモーフによって身動きが取れなくなった生存者達（その内の一人はアイザック・クラークのガールフレンドのニコル）を発見する。ビンセントとラミレスが怯えた乗組員を助けるための時間を稼ぐため、アイアンズは自分をおとりにして殺される。ラミレスは自分を犠牲にしてビンセントを制御室に行かせた。彼女は、地球外生命体がこの惑星系から離れるのを阻止するために必要な行動だと主張するカインに立ち向かう。ビンセントはエンジンの復元に失敗し、カインは彼女の武器で逃走する。 
ネクロモーフに包囲されていることに気づきマーカーへと走ったビンセントは、クリーチャーはアーティファクトに近づけず、マーカーがネクロモーフをイージスVIIに閉じ込めていることを知る。ラミレスの幻影に駆り立てられたビンセントは、全ての出来事の詳細の説明とマーカーと石村を破壊する必要があると述べた映像ログを残した。彼女は映像ログを救難信号にアップロードし、エアロックを開いて墜落したシャトルから信号を起動する。ビンセントとネクロモーフは宇宙空間に吹き飛ばされる。 
「きらきら星」の歌が流れる中、ビンセントの遺体が宇宙空間を漂う。映画は、USGケリオン（USG Kellion）が到着し、石村にドッキングする準備ができたシーン（『Dead Space』の始まり）で終了する。

## キャスト
- アリッサ・ヴィンセント - ニカ・フッターマン
- テレンス・カイン博士 - キース・ザラバッカ
- ベンジャミン・マティウス船長 - ジム・カミングス
- サミュエル・アイアンズ / ペンドルトン - ケビン・マイケル・リチャードソン
- シェン - ケリー・ヒュー
- コリン・バロー - ブルース・ボックスライトナー
- ジェン・バロー - リア・サージェント
- ラミレス - ハル・スパークス
- ハンス・レジオ / ドッブス / ジャクソン - ジェフ・ベネット
- シック - ジム・ピドック
- ハンセン / グレン - フィル・モリス
- ヘザー / ドナ・フォークス - グレイ・デリスル
- ホワイト / ババロ - モーリス・ラマーシュ
- カルテシアン - ボブ・ニール
- その他 - デイビット・ザイラー、カーク・ベイリ、シェリー・オニール

## 続編
Dead Spaceフランチャイズ原作の2作目の映画『Dead Space: Aftermath』が2011年1月25日に『Dead Space 2』と同時リリースされた。